# Абделазіз Сулеймані
Абделазіз Сулеймані (араб. عبد العزيز سليماني, нар. 30 квітня 1958) — марокканський футболіст, що грав на позиції нападника за клуб МАС (Фес) та національну збірну Марокко.

## Клубна кар'єра
На клубному рівні грав за команду МАС (Фес). 

## Виступи за збірну
Протягом 1985—1986 років грав у складі національної збірної Марокко.
У складі збірної був учасником Кубка африканських націй 1986 року в Єгипті. Пізніше того ж року провів за збірну усі три гри групового етапу чемпіонату світу в Мексиці, де марокканці неочікувано виграли змагання у своїй групі.